# تيلافانسين
تيلافانسين Telavancin (اسمه بالتجارة Vibativ), عبارة عن مضاد حيوي من زمرة lipoglycopeptide يعد قاتل للجراثيم، يستخدم للمكورات الذهبية المقاومة للمتسيللين أو غيرها من إيجابيات الغرام. Telavancin هو مشتق نصف صنعي من الفانكومايسين.
وافقت إدارة الغذاء والدواء في سبتمبر 2009 عليه لحالات الجلد المعقدة والتهابات هيكل الجلد(cSSSI).

## آلية العمل
مثل الفانكومايسين، telavancin يثبط تشكيل جدار الخلية الجرثومية. كما أنه يعمل على تثبيط الغشاء الجرثومي عن طريق الاستقطاب..

## الآثار الجانبية
Telavancin لديه معدل أعلى باحداث الفشل الكلوي من الفانكومايسين في اثنين من التجارب السريرية. وتبين أن له تأثيرات ماسخة في الدراسات الحيوانية.

## الجرعة
للإصابات الجلدية المعقدة واصابة هيكل الجلد يعطى للبالغين: 10ملغ/كغ وريديا، كتسريب وريدي خلال 60 دقيقة، مرة كل 24 ساعة ولمدة 7-14 يوم.

## وصلات خارجية
- Theravance, Inc.
- Vibativ information
- Vibativ Europe